# Артыкходжаев, Джахонгир Абидович
Джахонги́р Аби́дович Артыкходжа́ев (узб. Jahongir Obidovich Ortiqxo‘jayev) — 6-й хоким города Ташкента с 21 декабря 2018 г. по 16 января 2023 года (с 26 апреля 2018 года по 21 декабря 2018 года и. о.), сенатор, депутат и председатель Федерации йоги Узбекистана, имеет звание «Заслуженный строитель Узбекистана».
До прихода в политику Артыкходжаев был предпринимателем и основал несколько успешных предприятий, включая Akfa и Artel. Заняв должность хокима, отказался от управленческого участия в бизнесе.

## Биография
Родился 2 января 1975 года в городе Ташкенте.
В 1996 году окончил Ташкентский государственный экономический университет.
В начале 90-х годов, в 17 лет, Артикходжаев открыл первую компанию ООО «Джахонгир» — парикмахерскую и обувной магазин.
В 1994 году открыл первый автосервис и организовал продажу алюминиевых профилей, — это предприятие и стало основанием для развития его бизнеса.
В 2001 году основал компанию Akfa, которая стартовала как компания по перепродаже импортных профилей в сотрудничестве с турецкой компанией Akpa. Вскоре в Ташкенте под брендом Akfa был создан завод по производству профилей. В 2010 году группа компаний Akfa начала производство профилей для окон и дверей в Ташкенте.
В 2011 году основал группу компаний Artel по производству электроники и бытовой техники. Предприятие было основано на капитале, полученном в результате деятельности Akfa, и начинало как производитель мелкой бытовой техники в Ташкенте. В том же году стартовали партнерские отношения с международными компаниями, включая Samsung, для которых Artel стала производить пылесосы в Нукусе. С тех пор компания является крупнейшим производителем бытовой техники и электроники в Центральной Азии.
С 2017 по 2018 годы занимал должность директора ГУП «Дирекция по строительству и эксплуатации объектов на территории МДЦ „Tashkent City“ при Кабинете Министров Республики Узбекистан».
В 2015 году награждён президентом Республики Узбекистан орденом «Дустлик» (Орден «Дружбы» высшей степени).
22 декабря 2019 года Джахонгир Артыкходжаев был избран в Ташкентский городской Кенгаш народных депутатов
16 января 2023 года уволен с должности хокима Ташкента в связи с проблемами с энергоснабжением города
30 января 2023 года Джахонгира Артыкходжаева исключили из сенаторов Сената Олий Мажлиса Республики Узбекистан
В 2025 году награждён президентом Республики Узбекистан орденом «Фидокорона хизматлари учун»

### Во главе Ташкента
В 2018 году Президент Узбекистана Шавкат Мирзиёев выдвинул Артикходжаева на должность хокима, заявив, что предпринимательский успех сделал его наиболее подходящим кандидатом. 26 апреля 2018 года на 35-й внеочередной сессии Ташкентского городского Кенгаша народных депутатов Артыкходжаев был единогласно утверждён исполняющим обязанности хокима города Ташкента. 21 декабря 2018 года назначен на должность хокима города Ташкента.
14 сентября 2018 года Артыкходжаев был избран в Сенат Олий Мажлиса Республики Узбекистан.
По данным Государственного комитета статистики с тех пор, как Артикходжаев занял свой пост, ВВП Ташкента увеличился с 15,3 трлн сумов в 2019 году до 23,7 трлн сумов в 2021 году.
16 января 2023 года на совещании по энергокризису президент Шавкат Мирзиёев сообщил, что отправил Джахонгира Артыкходжаева в отставку из-за неудовлетворительной подготовки к зимнему сезону. Исполняющим обязанности мэра Ташкента был назначен Бахтиёр Рахмонов.

#### Молодёжь и образование
В сентябре 2021 года Артикходжаев объявил о специальной стипендии «Хокимият» для пяти школьников и их учителей, которой награждаются пять школьников и их преподаватели по итогам девяти месяцев учебного года.

#### Спорт
Артикходжаев является популяризатором спорта в Ташкенте. Одна из городских футбольных команд — клуб «Пахтакор» — была передана из национальной собственности в ведение хокимията. Ожидается, что после успешного развития клуба он привлечет новых спонсоров и в будущем будет продан.

#### Бизнес
В Ташкенте в период правления Артыкходжаева строится ряд «Бизнес-сити» в рамках приверженности поддержке бизнеса. К ним относятся Бизнес-сити «Юнусобод» и «Мирзо Улугбек». Ожидается, что в ближайшем будущем в Ташкенте будет построен Международный финансовый центр.

#### Зелёная инициатива
В 2019 году Артикходжаев запустил проект «Зелёная инициатива», поощряющий жителей высаживать деревья по всему Ташкенту. Хокимият, в свою очередь, предоставляет саженцы для посадки в специально отведенных местах. Согласно инициативе должно быть высажено более 400 000 саженцев.

#### Covid-19
Во время пандемии хокимият Ташкента инициировал строительство распределительного центра неотложной помощи на более чем 500 мест для приема пациентов с COVID-19. Также был построен крупномасштабный карантинный центр для размещения граждан, прибывающих из-за рубежа.

## Критика
Утверждается, что владелец Артыкходжаев создал свою бизнес-империю под покровительством Шавката Мирзиёева, ещё когда будущий президент был премьер-министром. После назначения Артыкходжаева хокимом Ташкента он возглавлял государственно-частные инициативы, в которых или он сам, или его жена, или его деловые партнеры имели личный интерес. Эти проекты, в частности, проект Tashkent City по элитной застройке центра Ташкента, получали значительные государственные дотации.

## Обвинения в давлении на прессу
16 ноября 2019 года появилась аудиозапись разговора, в котором Артыкходжаев угрожал журналистам издания Kun.uz. Согласно этой записи Артыкходжаев угрожал журналистам внезапным «исчезновением» в случае отказа от сотрудничества, а также угрожал, что сможет сделать так, чтобы с журналистами никто не общался:
Я это могу сделать за шесть секунд. Вы сомневаетесь? Я легко могу сделать из вас гея. Это легко. У нас же свобода слова. Посажу вас в такси к гею и сфотографирую.
Этот инцидент привел к требованиям отставки мэра. Запись разговора изучала рабочая группа при Генпрокуратуре Узбекистана, которая пришла к выводу, что «Джахонгир Артыкходжаев, будучи должностным лицом органа государственной власти и управления, использовал оскорбительные и грубые слова, нарушив правила этики государственного служащего». В результате Генпрокуратура направила обращение правительству о рассмотрении вопроса о дисциплинарной ответственности Артыкходжаева, однако отказало в возбуждении уголовного дела на том основании, что «его оскорбительные слова имели общий характер, не были направлены в адрес конкретного лица и не содержали реальной угрозы». Ранее Артыкходжаев допускал другие грубые высказывания по отношению к журналистам и жителям Ташкента.